# Forever Young (Bob-Dylan-Lied)
Forever Young ist ein Rocksong von Bob Dylan, der erstmals 1974 auf dem Album Planet Waves in zwei verschiedenen Versionen erschienen ist. Eine Live-Version des Songs, als Auskopplung des Albums At Budokan, wurde 1979 als Single veröffentlicht.
Der Text ist eine Aneinanderreihung guter Lebens- und Segenswünsche (erste Zeile: „May god bless and keep you always“ – „Möge Gott dich segnen und allzeit halten“), die einer ungenannt bleibenden, jungen Person zugesprochen werden („May you grow up...“ – „Mögest du aufwachsen...“). Er besteht aus drei Strophen, die als Refrain jeweils in den Wunsch münden „May you stay forever young“ – „Mögest du für immer jung bleiben“. Aufgrund der langsamen, balladenhaften Melodie erhält das Lied etwas Feierliches, vergleichbar mit einer sakralen Hymne. Der Wunsch, „immer jung“ zu bleiben, versteht sich im Kontext des Lieds jedoch nicht als der klischeehafte Traum von „ewiger Jugend“, sondern im übertragenen Sinne als ein Jungbleiben im Herzen und im Geist, was aus den (allerdings gleichfalls sehr metaphernreichen) Strophen hervorgeht.
Das Lied wurde zu einem der beliebtesten Titel Dylans und ist auf seinen Konzerten oft gespielt worden. Seine Popularität führte dazu, dass sich weitere Künstler an dem Song versucht haben – unter anderem Joan Baez, Johnny Cash, The Band (mit Dylan live bei The Last Waltz), Grateful Dead, Meat Loaf, Kitty Wells, Blake Shelton  und Diana Ross. Auch nicht direkt adaptierte Coverversionen sind im Lauf der Jahre entstanden; Rod Stewart beispielsweise schrieb den Song um und machte daraus seine eigene Fassung, die Dylans Stück inhaltlich unterstützt, indem es die gleiche Botschaft vermittelt. Eine für eine Cover-Interpretation ungewöhnliche Version des Songs findet sich auf der vierten CD des Albums Chimes of Freedom: The Songs of Bob Dylan Honoring 50 Years of Amnesty International von 2012. Zu hören ist der über 90-jährige Pete Seeger, der die Melodie nicht mehr singt, sondern zur Musik spricht.
Über englischsprachige Coverversionen hinaus gab es auch welche in anderen Sprachen, darunter auf Deutsch von André Heller und von Wolfgang Ambros der „Forever Young“ als Für immer jung spielte; bei Morten Harket (Kopf der Band a-ha) heißt es auf Norwegisch Evig Ung. Eine weitere deutschsprachige Version gibt es von Wolfgang Niedecken und seiner Band BAP.